# Wendy Kilbourne
Wendy Kilbourne Read (ur. 29 lipca 1964 w Los Angeles, w stanie Kalifornia) – amerykańska aktorka telewizyjna.
Karierę telewizyjną rozpoczęła od gościnnego występu w operze mydlanej ABC Dynastia (Dynasty, 1982). Stała się rozpoznawalna jako Constance Flynn Hazard w miniserialu ABC Północ-Południe (North and South, 1985) i dwóch sequelach – z 1986 i 1994 roku.
W 1988 roku wyszła za mąż za aktora Jamesa Reada, którego poznała w maju 1983 roku na planie Północ-Południe, gdzie grali małżeństwo. W 1996 roku urodziła martwe dziecko. W 1998 roku zamieszkali w Santa Barbara, w stanie Kalifornia. Mają dwoje dzieci – syna Jacksona (ur. 1991) i córkę Sydney (ur. 1995).
W 1996 roku porzuciła aktorstwo i zapisała się na studia prawnicze. Następnie podjęła pracę adwokata dla fundacji The Children's Project. Dzięki jej zaangażowaniu powstała szkoła dla dzieci z rodzin zastępczych.

## Filmografia

### Filmy TV
- 1990: Revealing Evidence: Stalking the Honolulu Strangler jako Alyce Hewitt
- 1986: Kondor (Condor) jako Lisa Hampton
- 1984: Nienasycony (Calendar Girl Murders) jako Heather English

### Seriale TV
- 1996: The Cape jako Caitlin Grayson
- 1994: Niebo i piekło: Północ – Południe III (Heaven & Hell: North & South, Book III) jako Constance Hazard
- 1988–90: Midnight Caller jako Devon King
- 1987: Nothing in Common jako Jacqueline North
- 1986: Napisała: morderstwo (Murder, She Wrote) jako Susan Ainsley
- 1986: Północ – Południe II (North and South, Book II) jako Constance Flynn Hazard
- 1986: Hotel jako Mary
- 1985: Północ-Południe (North and South) jako Constance Flynn Hazard
- 1984: Drużyna A (The A-Team) jako Nicole 'Nikki' Monroe
- 1984: Riptide jako Delgado
- 1984: Niebezpieczne ujęcia (Cover-Up) jako Karin Barton
- 1984: Matt Houston jako Joyce
- 1984: Nieustraszony (Knight Rider) jako Lauren Janes
- 1983: Matt Houston jako Joyce
- 1982: Dynastia (Dynasty) jako Debbie